# Luigi Tarantino
Luigi Tarantino (* 10. listopadu 1972 Neapol, Itálie) je bývalý italský sportovní šermíř, který se specializoval na šerm šavlí. Itálii reprezentoval v devadesátých letech a do roku 2012. Na olympijských hrách startoval v roce 1996, 2000, 2004, 2008 a 2012 v soutěži jednotlivců a družstev. V soutěži jednotlivců se pavoukem probojoval nejdále na olympijských hrách 2008 do čtvrtfinále. V roce 1998 získal titul mistra světa v soutěži jednotlivců a k titulu přidal jedno druhé (1997) a pět třetích míst (1995, 1999, 2002, 2009, 2011). Na mistrovství Evropy v soutěži jednotlivců obsadil dvakrát druhé (1998, 1999) a čtyřikrát (1992, 1994, 1996, 2003) třetí místo. S italským družstvem šavlistů vybojoval jednu stříbrnou (2004) a tři bronzové (1996, 2008, 2012) olympijské medaile. V roce 1995 vybojoval s družstvem titul mistra světa a v roce 2009, 2010 a 2011 titul mistra Evropy.